# Kicks United
Il Kicks United FC è una squadra calcistica anguillana.

## Storia
È stata fondata nel 2005 ma ha vinto il Campionato Anguillano di calcio per la prima volta solo nel 2006.
Nel 2014 il Kicks United ha conquistato il ”Triplete” a livello nazionale vincendo il campionato, la Knock-out cup e la President's Cup.
Nella stagione 2015 si è ritirato dal campionato per protesta dopo dei disguidi con la federazione AFA.
Nel 2017 e nel 2020 ha trionfato in President's cup e Soccerama .
È la squadra più titolata della nazione dopo il Roaring Lions.

## Palmarès
Competizioni Nazionali

- Campionato Anguillano di calcio: 5

2006, 2010, 2011, 2014, 2018
- President's Cup: 2

2014, 2017
- Knock-out cup: 1

2014
- Soccerama: 1

2020